# Fridrich I. Sasko-Gothajsko-Altenburský
Fridrich I. Sasko-Gothajsko-Altenburský (15. července 1646, Gotha – 2. srpna 1691, Friedrichswerth) byl v letech 1675 až 1691 sasko-gothajsko-altenburským vévodou.

## Život
Fridrich se narodil jako čtvrtý, ale nejstarší přeživší syn sasko-gothajského vévody Arnošta I. a jeho manželky Alžběty Žofie Sasko-Altenburské.
Když jeho otec v roce 1672 zdědil sasko-altenburské vévodství, stal se Fridrich regentem. V roce 1674 už byl jeho otec nemocný a tak se Fridrich stal regentem celé jeho země.
V roce 1675 vévoda Arnošt zemřel a Fridrich nastoupil na trůny obou vévodství. Podle rodového práva však musel umožnit svým šesti mladším bratrům účast na vládě. Nejprve souhlasili se společnou domácností všech sedmi bratrů na zámku Friedenstein, toto uspořádání vydrželo do roku 1676.
Poté začala jednání o rozdělení otcovského dědictví. Aby se předešlo budoucím sporům mezi jeho potomky, zavel v roce 1685 pro svůj rod prvorozenství (císařský souhlas mu byl udělen v roce 1688). Kolem roku 1680 založil u vesnice Erffa, přibližně 20 km od Gothy, letohrádek, kterému se na jeho počest říkalo Friedrichswerth.
V roce 1683 Fridrich vytvořil Gothajské divadlo (Gothaer Schloßtheater). Byl také horlivým pisatelem deníků; tyto deníky se staly jedním z nejpodstatnějších zdrojů informací o jeho době. Fridrich se zúčastnil velké turecké války proti Turkům a devítileté války proti Francii. Zruinoval finance svého malého vévodství, pomocí peněz však udržoval stálou armádu, která v době jeho smrti čítala přes 10 000 mužů.

## Manželství a potomci
14. listopadu 1669 se třiadvacetiletý Fridrich v Halle oženil s o dva roky mladší Magdalénou Sibylou, prvorozenou dcerou sasko-weissenfelského vévody Augusta a jeho manželky Anny Marie Meklenbursko-Schwerinské. Za necelých dvanáct let manželství se Fridrichovi a Magdaléně narodilo osm dětí:
- 1. Anna Žofie Sasko-Gothajsko-Altenburská (22. 12. 1670 Gotha – 28. 12. 1728 Rudolstadt)[1][2]
⚭ 1691 Ludvík Fridrich I. Schwarzbursko-Rudolstadtský (25. 10. 1667 Rudolstadt – 24. 6. 1718 tamtéž), 1. kníže schwarzbursko-rudolstadtský od roku 1710 až do své smrti[3][4]
- 2. Magdaléna Sibyla Sasko-Gothajsko-Altenburská (30. 9. 1671 Gotha – 2. 3. 1673 Altenburg)[5]
- 3. Dorotea Marie Sasko-Gothajsko-Altenburská (22. 1. 1674 Gotha – 18. 4. 1713 Meiningen)[6][7][8]
⚭ 1704 Arnošt Ludvík I. Sasko-Meiningenský (7. 10. 1672 Gotha – 24. 11. 1724 Meiningen), vévoda sasko-meiningenský od roku 1706 až do své smrti[9][10][11]
- 4. Frederika Sasko-Gothajsko-Altenburská (24. 3. 1675 Gotha – 28. 5. 1709 Karlovy Vary)[12][13][14]
⚭ 1702 Jan August Anhaltsko-Zerbstský (29. 7. 1677 Zerbst – 7. 11. 1742 tamtéž), kníže anhaltsko-zerbstský od roku 1718 až do své smrti[15][16][17]
- 5. Fridrich II. Sasko-Gothajsko-Altenburský (28. 7. 1676 Gotha – 23. 3. 1732 Altenburg), vévoda sasko-gothajsko-altenburský od roku 1691 až do své smrti[18][19][20]
⚭ 1696 Magdalena Augusta Anhaltsko-Zerbstská (13. 10. 1679 Zerbst – 11. 10. 1740 Altenburg)[21][22][23]
- 6. Jan Vilém Sasko-Gothajsko-Altenburský (4. 10. 1677 Gotha – 15. 8. 1707), padl při obléhání Toulonu, svobodný a bezdětný[24][25][26]
- 7. Alžběta Sasko-Gothajsko-Altenburská (7. 2. 1679 – 22. 6. 1680)[27][28]
- 8. Johana Sasko-Gothajsko-Altenburská (1. 10. 1680 Gotha – 9. 7. 1704)[29][30][31]
⚭ 1702 Adolf Fridrich II. Meklenbursko-Střelický (19. 10. 1658 Grabow – 12. 5. 1708), 1. vévoda meklenbursko-střelický  od roku 1701 až do své smrti[32][33][34]

Magdaléna Sibyla zemřela 7. ledna 1681 ve věku 32 let a Fridrich se již 14. srpna 1681 v Ansbachu znovu oženil s o rok starší vdovou Kristýnou Bádensko-Durlašskou. Toto manželství zůstalo bezdětné.
Vévoda Fridrich zemřel 2. srpna 1691 ve věku 45 let na svém letohrádku Friedrichswerth.

## Vývod z předků
|                                         |                                       |  |                          |                                  |  |  |  |  |  |  |  | Jan Fridrich I. Saský |
|                                         |                                       |  |                          |                                  |  |  |  |  |  |  |  |                       |
|                                         | Jan Vilém Sasko-Výmarský              |  |                          |                                  |  |  |  |  |  |  |  |                       |
|                                         |                                       |  |                          |                                  |  |  |  |  |  |  |  |                       |
|                                         |                                       |  |                          | Sibyla Klevská                   |  |  |  |  |  |  |  |                       |
|                                         |                                       |  |                          |                                  |  |  |  |  |  |  |  |                       |
|                                         | Jan II. Sasko-Výmarský                |  |                          |                                  |  |  |  |  |  |  |  |                       |
|                                         |                                       |  |                          |                                  |  |  |  |  |  |  |  |                       |
|                                         |                                       |  |                          | Fridrich III. Falcký             |  |  |  |  |  |  |  |                       |
|                                         |                                       |  |                          |                                  |  |  |  |  |  |  |  |                       |
|                                         | Dorotea Zuzana Simmernská             |  |                          |                                  |  |  |  |  |  |  |  |                       |
|                                         |                                       |  |                          |                                  |  |  |  |  |  |  |  |                       |
|                                         |                                       |  |                          | Marie Braniborsko-Kulmbašská     |  |  |  |  |  |  |  |                       |
|                                         |                                       |  |                          |                                  |  |  |  |  |  |  |  |                       |
|                                         | Arnošt I. Sasko-Gothajský             |  |                          |                                  |  |  |  |  |  |  |  |                       |
|                                         |                                       |  |                          |                                  |  |  |  |  |  |  |  |                       |
|                                         |                                       |  |                          | Jan V. Anhaltsko-Zerbstský       |  |  |  |  |  |  |  |                       |
|                                         |                                       |  |                          |                                  |  |  |  |  |  |  |  |                       |
|                                         | Jáchym Arnošt Anhaltský               |  |                          |                                  |  |  |  |  |  |  |  |                       |
|                                         |                                       |  |                          |                                  |  |  |  |  |  |  |  |                       |
|                                         |                                       |  |                          | Markéta Braniborská              |  |  |  |  |  |  |  |                       |
|                                         |                                       |  |                          |                                  |  |  |  |  |  |  |  |                       |
|                                         | Dorotea Marie Anhaltská               |  |                          |                                  |  |  |  |  |  |  |  |                       |
|                                         |                                       |  |                          |                                  |  |  |  |  |  |  |  |                       |
|                                         |                                       |  |                          | Kryštof Württemberský            |  |  |  |  |  |  |  |                       |
|                                         |                                       |  |                          |                                  |  |  |  |  |  |  |  |                       |
|                                         | Eleonora Württemberská                |  |                          |                                  |  |  |  |  |  |  |  |                       |
|                                         |                                       |  |                          |                                  |  |  |  |  |  |  |  |                       |
|                                         |                                       |  |                          | Anna Marie Braniborsko-Ansbašská |  |  |  |  |  |  |  |                       |
|                                         |                                       |  |                          |                                  |  |  |  |  |  |  |  |                       |
| Fridrich I. Sasko-Gothajsko-Altenburský |                                       |  |                          |                                  |  |  |  |  |  |  |  |                       |
|                                         |                                       |  |                          |                                  |  |  |  |  |  |  |  |                       |
|                                         |                                       |  | Jan Vilém Sasko-Výmarský |                                  |  |  |  |  |  |  |  |                       |
|                                         |                                       |  |                          |                                  |  |  |  |  |  |  |  |                       |
|                                         | Fridrich Vilém I. Sasko-Výmarský      |  |                          |                                  |  |  |  |  |  |  |  |                       |
|                                         |                                       |  |                          |                                  |  |  |  |  |  |  |  |                       |
|                                         |                                       |  |                          | Dorotea Zuzana Simmernská        |  |  |  |  |  |  |  |                       |
|                                         |                                       |  |                          |                                  |  |  |  |  |  |  |  |                       |
|                                         | Jan Filip Sasko-Altenburský           |  |                          |                                  |  |  |  |  |  |  |  |                       |
|                                         |                                       |  |                          |                                  |  |  |  |  |  |  |  |                       |
|                                         |                                       |  |                          | Filip Ludvík Falcko-Neuburský    |  |  |  |  |  |  |  |                       |
|                                         |                                       |  |                          |                                  |  |  |  |  |  |  |  |                       |
|                                         | Anna Marie Falcko-Neuburská           |  |                          |                                  |  |  |  |  |  |  |  |                       |
|                                         |                                       |  |                          |                                  |  |  |  |  |  |  |  |                       |
|                                         |                                       |  |                          | Anna Klevská                     |  |  |  |  |  |  |  |                       |
|                                         |                                       |  |                          |                                  |  |  |  |  |  |  |  |                       |
|                                         | Alžběta Žofie Sasko-Altenburská       |  |                          |                                  |  |  |  |  |  |  |  |                       |
|                                         |                                       |  |                          |                                  |  |  |  |  |  |  |  |                       |
|                                         |                                       |  |                          | Julius Brunšvicko-Lüneburský     |  |  |  |  |  |  |  |                       |
|                                         |                                       |  |                          |                                  |  |  |  |  |  |  |  |                       |
|                                         | Jindřich Julius Brunšvicko-Lüneburský |  |                          |                                  |  |  |  |  |  |  |  |                       |
|                                         |                                       |  |                          |                                  |  |  |  |  |  |  |  |                       |
|                                         |                                       |  |                          | Hedvika Braniborská              |  |  |  |  |  |  |  |                       |
|                                         |                                       |  |                          |                                  |  |  |  |  |  |  |  |                       |
|                                         | Alžběta Brunšvicko-Wolfenbüttelská    |  |                          |                                  |  |  |  |  |  |  |  |                       |
|                                         |                                       |  |                          |                                  |  |  |  |  |  |  |  |                       |
|                                         |                                       |  |                          | Frederik II. Dánský              |  |  |  |  |  |  |  |                       |
|                                         |                                       |  |                          |                                  |  |  |  |  |  |  |  |                       |
|                                         | Alžběta Dánská                        |  |                          |                                  |  |  |  |  |  |  |  |                       |
|                                         |                                       |  |                          |                                  |  |  |  |  |  |  |  |                       |
|                                         |                                       |  |                          | Žofie Meklenburská               |  |  |  |  |  |  |  |                       |
|                                         |                                       |  |                          |                                  |  |  |  |  |  |  |  |                       |